# Sing If You Can
Sing If You Can est une émission de télévision dans laquelle des célébrités doivent chanter une chanson alors que la production essaye de les déstabiliser.
Une version américaine est nommée Killer Karaoke mais elle ne met pas en scène des célébrités.